# Winai Phattiyakul
Winai Phattiyakul (* 1948) ist ein thailändischer früherer Heeresoffizier und Unternehmer.

## Werdegang
Winai Phattiyakul wurde 1969 Mitglied der Thailändischen Streitkräfte. Er besuchte verschiedene Ausbildungskurse in Thailand und in den USA. Von 1987 bis 1990 war Winai stellvertretender Direktor der Course Director Division im Army War College. Bis 1992 war er Chef der Abteilung des Armed Forces Security Center und bis 1994 Chef des Büros für die Sicherheitskoordination an der Grenze zwischen Thailand und Myanmar. Es folgte bis 1995 der Posten als Assistent für Außenbeziehungen des Oberkommandeurs. Von 1996 bis 1997 war Winai stellvertretender Chef der vereinten Nachrichtendienste im Joint Operations Center und bis 2001 Direktor der Vereinten Nachrichtendienste im Hauptquartier des Oberkommandos.
Am 13. August 2001 ernannte UN-Generalsekretär Kofi Annan Generalleutnant Winai zum Kommandeur der Streitkräfte der Übergangsverwaltung der Vereinten Nationen für Osttimor (UNTAET). Er löste damit den thailändischen Generalleutnant Boonsrang Niumpradit ab. Winai blieb im Amt, als mit der Unabhängigkeit Osttimors die Mission in die Unterstützungsmission der Vereinten Nationen in Osttimor (UNMISET) umgewandelt wurde. Im August 2002 gab Winai das Amt an den singapurer Generalmajor Huck Gim Tan ab.
Als das Militär mit dem Putsch in Thailand 2006 die geschäftsführende Regierung unter Thaksin Shinawatra stürzte, wurde Winai einer der sechs Generäle der Militärjunta („Rat für Verwaltungsreform“). Er war von 2006 bis 2008 ständiger Sekretär im thailändischen Verteidigungsministerium und Generalsekretär im Nationalen Sicherheitsrat des Präsidenten.
Später ging Winai in die Wirtschaft und leitete verschiedene Unternehmen. Zurzeit ist er Vorsitzender der Millcon Steel Public Co. Ltd, Präsident der Thailand Practical Shooting Association, Vorsitzender von San Miguel Beer Thailand Ltd. und Vorsitzender von Thai San Miguel Liquor Co. Ltd. Zudem ist er Präsident der Pitak Prachachat Foundation und Sekretär der Thanpuying Prapasri Foundation sowie Mitglied im Aufsichtsrat der ThaiLife Insurance Public Company Limited.

## Familie
Winais Sohn Sakoltee Phattiyakul war ein führendes Mitglied des People’s Democratic Reform Committe (PDRC), das in den Protesten 2013 gegen Premierministerin Yingluck Shinawatra demonstrierte.

## Auszeichnungen
- Ritter mit Großkordon des Ordens der Krone von Thailand[1]
- Großes Ritterkreuz der höchsten Würde des Weißen Elefantenordens[1]
- Singapurer Orden für herausragenden Dienst (Darjah Utama Bakti Cemerlang, Tentera), 2009[4]